# Zeilen op de Olympische Zomerspelen 1908

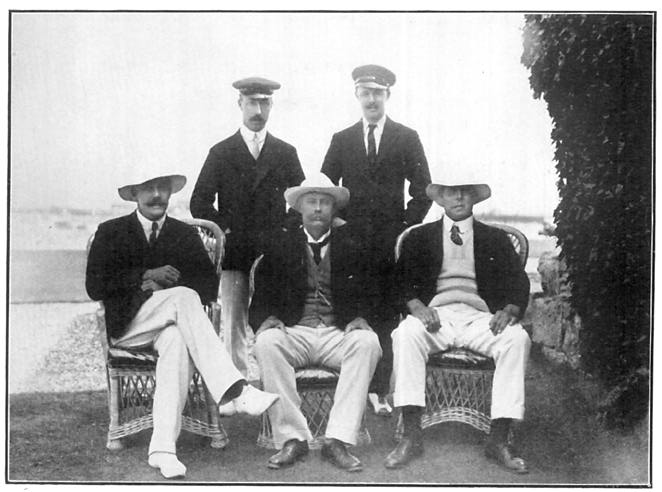
de winnaars van de 8m klasse

Zeilen is een van de sporten die beoefend werden tijdens de Olympische Zomerspelen 1908 in Londen.
Er stonden in vier klassen op het programma, 6m, 7m, 8m, en 12m klasse.
De 6, 7 en 8m klasse werden gehouden op de Solent buiten de kust van Ryde bij het eiland Wight en de 12 m klasse werd gehouden op de River Clyde in Schotland. De wedstrijden werden georganiseerd door de Yacht Racing Association, het nationaal overkoepelend orgaan voor de zeilsport in het Verenigd Koninkrijk.
In de 7 en 10m klasse deden respectievelijk slechts een en twee boten mee aan de wedstrijden, zodat in deze klassen geen zilveren en bronzen medailles, respectievelijk geen bronzen medaille werden uitgereikt.
België behaalde een zilveren medaille op deze Spelen bij het zeilen in de 6m klasse.
Nederland behaalde geen medailles.

## Uitslagen

### 6m klasse
| rang   | sporter                                           | land             |
| ------ | ------------------------------------------------- | ---------------- |
| Goud   | Gilbert Laws Thomas McMeekin Charles Crichton     | Groot-Brittannië |
| Zilver | Léon Huybrechts Louis Huybrechts Henri Weewauters | België           |
| Brons  | Henri Arthus Louis Potheau Pierre Rabot           | Frankrijk        |

### 7m klasse
| rang   | sporter                                                                  | land             |
| ------ | ------------------------------------------------------------------------ | ---------------- |
| Goud   | Charles Rivett-Carnac Richard Dixon Norman Bingley Frances Rivett-Carnac | Groot-Brittannië |
| Zilver | niet uitgereikt                                                          | -                |
| Brons  | niet uitgereikt                                                          | -                |

### 8m klasse
| rang   | sporter                                                                     | land             |
| ------ | --------------------------------------------------------------------------- | ---------------- |
| Goud   | Blair Cochrane Arthur Wood Henry Sutton John Rhodes Charles Campbell        | Groot-Brittannië |
| Zilver | Carl Hellström Edmund Thormählen Erik Wallerius Eric Sandberg Harald Wallin | Zweden           |
| Brons  | Philip Hunloke Alfred Hughes Frederick Hughes George Ratsey William Ward    | Groot-Brittannië |

### 12m klasse
| rang   | sporter | land             |
| ------ | --- | ---------------- |
| Goud   | Thomas Glen-Coats Arthur Downes John Downes John Buchanan David Dunlop John Mackenzie Gerald Tait James Bunten Albert Martin John Aspin                  | Groot-Brittannië |
| Zilver | Charles MacIver Cecil R. MacIver James Baxter William Davidson John Spence Thomas Littledale John Jellico C. McLeod Robertson James Kenion J.A. Gardiner | Groot-Brittannië |
| Brons  | niet uitgereikt | -                |

## Medaillespiegel
| rang   | land             | goud | zilver | brons | total |
| ------ | ---------------- | ---- | ------ | ----- | ----- |
| 1      | Groot-Brittannië | 4    | 1      | 1     | 6     |
| 2      | België           | 0    | 1      | 0     | 1     |
| 2      | Zweden           | 0    | 1      | 0     | 1     |
| 4      | Frankrijk        | 0    | 0      | 1     | 1     |
| totaal | totaal           | 4    | 3      | 2     | 9     |

Athene 1896 · 
Parijs 1900 · 
St. Louis 1904 · 
Londen 1908 · 
Stockholm 1912 · 
Antwerpen 1920 · 
Parijs 1924 · 
Amsterdam 1928 · 
Los Angeles 1932 · 
Berlijn 1936 · 
Londen 1948 · 
Helsinki 1952 · 
Melbourne 1956 · 
Rome 1960 · 
Tokio 1964 · 
Mexico-stad 1968 · 
München 1972 · 
Montréal 1976 · 
Moskou 1980 · 
Los Angeles 1984 · 
Seoel 1988 · 
Barcelona 1992 · 
Atlanta 1996 · 
Sydney 2000 · 
Athene 2004 · 
Peking 2008 · 
Londen 2012 · 
Rio de Janeiro 2016 · 
Tokio 2020 · 
Parijs 2024 · 
Los Angeles 2028

Medaillewinnaars
Atletiek · Boksen · Boogschieten · Hockey · Jeu de paume · Kunstrijden · Lacrosse · Motorbootracen · Polo · Rackets · Roeien · Rugby · Schermen · Schietsport · Schoonspringen · Tennis · Touwtrekken · Turnen · Voetbal · Waterpolo · Wielersport · Worstelen · Zeilen · Zwemmen